# Mecutina
Genre
Mecutina est un genre d'opilions laniatores de la famille des Assamiidae.

## Distribution
Les espèces de ce genre se rencontrent au Mozambique et en Tanzanie.

## Liste des espèces
Selon World Catalogue of Opiliones (14/06/2021) :
- Mecutina filipes Roewer, 1935
- Mecutina moshinia Roewer, 1940

## Publication originale
- Roewer, 1935 : « Alte und neue Assamiidae. Weitere Weberknechte VIII (8. Ergänzung der "Weberknechte der Erde" 1923). » Veröffentlichungen aus dem Deutschen Kolonial- und Übersee-Museum in Bremen, vol. 1, no 3, p. 1–168.